# Будников, Александр Гаврилович
Александр Гаврилович Будников (25 августа 1914, Верхний Баскунчак — 23 декабря 1982, Киев) — украинский советский живописец-баталист. Заслуженный деятель искусств УССР (1968), профессор Киевского художественного института, член Союза художников СССР, кандидат искусствоведения.

## Биография
Родился 25 августа 1914 года в посёлке станции Верхний Баскунчак (ранее на территории Волгоградской области, ныне — Астраханской).
Трудовую деятельность начал киномехаником в рабочем клубе. После окончания годовой школы ФЗО в Сталинграде, работал слесарём на заводе «Баррикады».
В 1933—1938 годах обучался в Сталинградском художественном училище, в 1939—1941 годах продолжил учёбу в Харьковскому художественном институте в студии Н. С. Самокиша.
Во время Великой Отечественной войны работал во фронтовой газете, рисовал плакаты, делал зарисовки на месте боёв.
Учёбу продолжил в Киевском художественном институте (1943—1944), эвакуированном в Самарканд, позже — в Киеве в батально-исторической мастерской К. Д. Трохименко (1944—1947).
Окончил Киевский художественный институт в 1947 году.
Заслуженный деятель искусств УССР (1968). Профессор, преподаватель в Киевском художественном институте (1969).
Участник районных, республиканских, областных и всесоюзных художественных выставок с 1946 года.
Работал в жанре станковой и батальной живописи. Автор серии пейзажей Греции, Голландии, Франции (1956), Болгарии (1959), Италии (1970).
Скончался 23 декабря 1982 года, похоронен на Байковом кладбище Киева.

### Семья
Сын — художник Владимир Будников. Дочь — искусствовед, преподаватель Киевского национального университета театра, кино и телевидения имени И. К. Карпенко-Карого Ольга Будникова (род. 1955).

## Избранные картины
- «Конец Рейха» (1967)
- «Руины Тернополя» (1944);
- «Форсирование Днепра»;
- «Канев. Вид на могилу Т. Г. Шевченко»;
- «На Капри»;
- «Улица Ноттердама»;
- «Утро в городе».

Произведения художника хранятся в художественных музеях Украины и России, в частности, Киеве, Бердянске, Луганске, Донецке, Ужгороде, Полтаве, Харькове, Хмельницкого, Волгограде, Симферополе, Алупкинском дворце-музее, в частных собраниях Европы, США и Канады.